# Pinball FX 2
Pinball FX 2 è un simulatore di flipper uscito nel 2010 e continuamente aggiornato e ampliato fino al 2017. Al lancio erano disponibili sei tavoli, mentre al termine del supporto si è raggiunto un totale di 70. I vari tavoli comprendono numerosi effetti grafici e animazioni in 3D di vario tipo inerenti ai vari temi dei flipper. Sfrutta licenze ufficiali dell'Universo Marvel e della saga di Guerre stellari con diversi tavoli a disposizione del giocatore. Il videogioco era disponibile in download digitale nello Store di Windows 8 e 10 tramite Xbox Live, successivamente anche su Steam e Xbox One.
Esiste anche la versione per PlayStation 3/4/Vita e su Wii U chiamata ZEN Pinball 2, mentre le versioni per Android e Apple (iPhone/iPad) vengono chiamate Zen Pinball.
Il gioco era scaricabile gratuitamente e si poteva usufruire di un "tavolo" completo gratuitamente. Ora il gioco e i rispettivi contenuti aggiuntivi sono stati rimossi dal negozio di Steam in favore del suo successore Pinball FX3 che permette di importare i tavoli già acquistati nella precedente edizione, anche se un discreto numero di tavoli non sono più disponibili all'acquisto (i due tavoli di South Park, Piante contro Zombi, Superleague Football in tutte le varianti, Ms. Splosion Man, ecc.).

## Modalità di gioco
Nel videogioco bisogna mandare una biglia, mediante la spinta di due leve respingenti, su varie rampe o colpire punti specifici del tavolo cercando di ottenere il massimo punteggio possibile, le biglie a disposizione sono cinque prima di arrivare al game over. Comprende anche una lista dei migliori punteggi dei migliori giocatori connessi. Nell'angolo in alto a sinistra è visualizzato il punteggio del giocatore. Molte sono le visuali di gioco disponibili per il giocatore.